# Euparatettix brachynotus
Euparatettix brachynotus är en insektsart som beskrevs av Zheng, Z. och G. Jiang 1996. Euparatettix brachynotus ingår i släktet Euparatettix och familjen torngräshoppor. Inga underarter finns listade i Catalogue of Life.